# Franciela Krasucki
Franciela Krasucki   (Valinhos, 26 d'abril de 1988) és una esprintadora brasilera.

## Carrera
Va competir amb l'equip brasiler en la prova dels 4×100 metres als Jocs Olímpics d'estiu de 2012; on l'equip va aconseguir el rècord sud-americà amb un temps de 42'55'' en la primera ronda. En la final van terminar setenes amb un temps de 42'91''.
Al Campionat del món de 2013 a Moscou, l'equip compost per Ana Cláudia Lemos, Evelyn dos Santos, Franciela Krasucki i Rosângela Santos va trencar novament el rècord sud-americà a les semifinals del 4x100m, amb un temps de 42'29". Sense explicació oficial, la Confederació Brasilera d'Atletisme va apostar per fer un canvi de cara a la final, substituint Rosângela Santos per Vanda Gomes en l'últim relleu. Durant la cursa decisiva, quan acabava el tercer tram, Brasil marxava segona, per darrere de Jamaica i amb grans possibilitats de fer-se amb la medalla de plata i de batre el seu rècord, quan el testimoni va caure en el pas entre Krasucki i Gomes, eliminant l'equip brasiler.
Al febrer de 2014, a São Caetano do Sul, Krasucki va trencar dues vegades el rècord sud-americà dels 60 metres llisos, amb un temps de 7'23'' a les semifinals i 7'19'' a la final. La posseïdora de l'anterior rècord era Esmeralda Garcia Freitas i datava del 13 de març de 1981, a Pocatello, amb un temps de 7'26''.
L'atleta va formar part novament de l'equip olímpic que va disputar el 4x100 a casa, als Jocs del 2016. Però, les brasileres van ser desqualificades per obstrucció en les eliminatòries.

## Vida personal
El 21 de gener de 2012 es va casar amb el corredor de 800 metres Kléberson Davide, a Valinhos, São Paulo.

## Plusmarques personals
- 100 m: 11.13 (vent: -0.7 m/s) – São Paulo, 6 juny 2013
- 200 m: 22.76 (vent: -0.1 m/s) – São Paulo, 9 juny 2013